# 松平广忠
松平廣忠（1526年—1549年）是日本戰國時代的武將，也是松平宗家第8代當主，為松平清康的嫡子，母親則為青木筑後守貞景的女兒，乳名千松丸、仙千代。正室是刈屋城城主水野忠政的女兒於大之方，繼室為戶田康光之女真喜姬。共育有七個孩子，五男二女，其中嫡長子即為江戶幕府的創始者德川家康。

## 生平
松平廣忠生於三河岡崎城。天文四年（1535年），父親清康在尾張守山的陣地中遭家臣阿部彌七郎正豐暗殺而死，仙千代以九歲的幼齡繼承家督一位。而在清康死後，尾張的織田信秀開始猛烈的攻擊三河國。
天文五年（1536年）春天，十一歲的仙千代元服，正式改名為松平次郎三郎廣忠。在天文九年（1540年）時，松平氏所領的安祥城被敵方織田氏攻佔，不久之後叔父（清康的弟弟）松平信孝投靠織田氏。天文十一年（1542年）發生第一次小豆坂之戰，今川氏和織田氏兩方陷入苦戰。
天文十年（1541年）新年，因政治因素，娶名義上的妹妹，三河刈屋城主，水野忠政的女兒於大之方（於大的母親於富之方是廣忠的繼母）。當時廣忠十五歲，於大十三歲。翌年（1542年）十二月二十六日，於大生下嫡子竹千代（以後的德川家康）。
但這種情況並沒持續很久，天文十三年（1544年），竹千代二歲那年，於大的父親忠政去世，繼承忠政的於大異母兄長信元和織田方面結盟。而傾向今川氏的廣忠在今川一方的壓力下，被迫和於大離別。後來，娶戶田康光的女兒真喜姬做繼室。
天文十四年（1545年）安祥城奪回計劃失敗，廣忠正式投靠今川氏，不久後，廣忠將嫡子竹千代以人質的身分送至駿府。不過，在竹千代前往駿河的途中，遭到織田氏的突襲，竹千代被挾持至尾張。而織田氏之所以會知道竹千代的行程路線，則是因為廣忠的岳父戶田康光向織田氏洩露路線，織田氏才得以挾持竹千代。而據說戶田康光僅以一千貫（另一說為五百貫）的代價，便把竹千代給「賣」了。
天文十七年（1548年），第二次小豆坂交戰險勝，站在敵對織田氏的叔父信孝也去世了。這是個奪回領地的好機會，但在天文十八年（1549年）三月六日，身亡，年僅二十四歲。廣忠的死因有病死、出巡鷹狩時被一揆眾襲擊、被與織田方面的佐久間氏內通的家臣岩松八彌暗殺等諸說。而當時六歲的竹千代，也在名古屋的萬松寺（竹千代的住所）由家臣告知父親的死。
　

## 后事
廣忠的遺骨在岡崎城外火化，之後被秘密的埋葬在能見原的月光院。今川氏滅亡後，家康回到松平領地，替廣忠修建寺院，命名為松意寺。家康也有在桑谷町建立廣忠的寺院和墳。
廣忠死後，害怕松平家臣效忠織田氏而因此翻身的今川義元，命太原雪齋做為大將，動員兵七千人攻打安祥城，俘擄信秀庶長子信廣，並向信秀提出以竹千代（家康）交換信廣，兩方後來達成協議。因為這個事件，今川義元開始統治岡崎。　